# Iboh Tanjong
Iboh Tanjong is een bestuurslaag in het regentschap Aceh Besar van de provincie Atjeh, Indonesië. Iboh Tanjong telt 321 inwoners (volkstelling 2010).